# 日本都道府縣面積列表

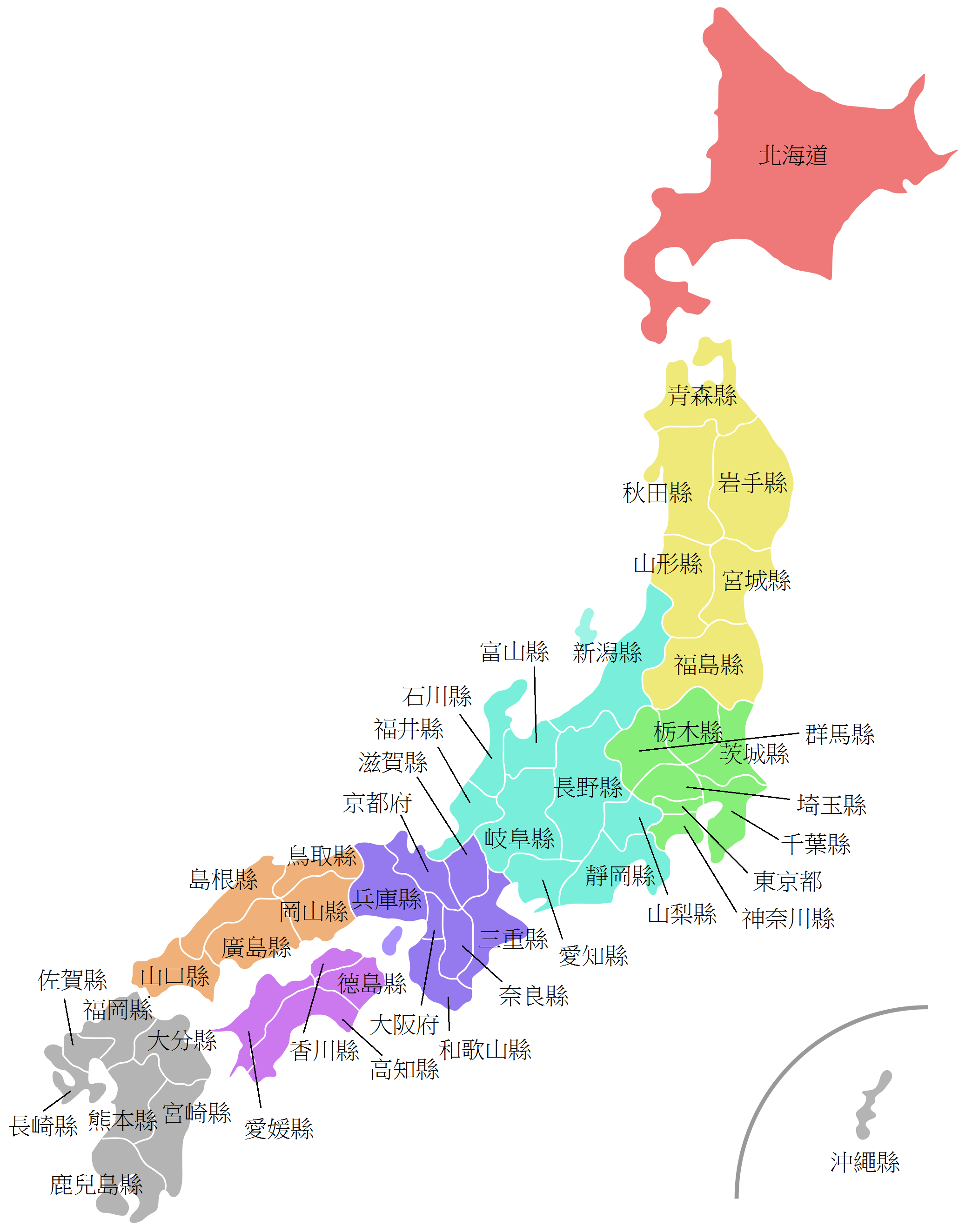
日本的一級行政區劃分

日本目前的行政區劃分為1都、1道、2府和43縣。此数据由日本國土交通省及其下屬之國土地理院提供，包括總面積參考值、可居住地面積、宅地面積等。
日本是位於東亞的島嶼國家，國土面積377,974.63平方千米，在世界各國家和地区中排名第63，目前北海道是日本面積最大的都道府縣，其面積爲83,424.41平方千米，占日本全國面積的22.07%，是唯一一個面積佔比超過5%的都道府縣；其次是岩手縣，其面積為15,275.01平方千米，佔日本全國面積的4.04%；第三則是福島縣，其面積為13,784.14平方千米，佔日本全國面積的3.65%。位於四國島的香川縣是日本面積最小的都道府縣，其面積為1,876.92平方千米，佔日本全國面積的0.5%；關西地方的重要地區大阪府排名倒數第二，其面積為1,905.34平方千米，佔日本全國面積的0.5%；日本中央政府所在的東京都排名倒數第三，其面積為2,194.05平方千米，佔日本全國面積的0.58%。有8個都道府縣的面積佔日本全國面積之比少於1%，分別是香川縣、大阪府、東京都、沖繩縣、神奈川縣、佐賀縣、鳥取縣、奈良縣。
截至2021年10月1日，日本可居住地面積122,957.54平方千米，占國土面積的32.53%。日本可居住地面積最大的都道府縣是北海道，為22,699.20平方千米；最小的是奈良縣，為853.89平方千米。可居住地面積佔國土面積比例最大的都道府縣是大阪府，達70.02%；佔比最小的是高知縣，達16.32%。
截至2021年3月31日，日本宅地面積22,963.34平方千米，占國土面積的6.08%。日本宅地面積最大的都道府縣是北海道，為2,542.74平方千米；最小的是高知縣，為138.31平方千米。宅地面積佔國土面積比例最大的都道府縣是大阪府，達32.46%，佔比最小的是高知縣，達1.94%。

## 說明
總面積指的是日本國土地理院根據《測量法》（昭和24年法律第188號），依照測量日期時點的電子國土基本地圖上的海岸線和行政區劃邊界測量的行政區劃面積數據。岩手縣、宮城縣和福島縣因2011年東北地方太平洋近海地震發生地殼和海岸線變動，按照地震前的海岸線計算三縣的面積。部分都道府縣存在行政區劃邊界爭議和領土爭端，按照特定方法估測相應面積並作為參考值。可居住地面積指的是總面積減去林地面積、草地面積與主要湖泊沼澤面積之和後所得結果。宅地面積指的是國有、都道府縣有、市町村有、民有四類宅地的面積之和，四类宅地面積由不同政府機構分別調查得出。
下述列表中，總面積、可居住地面積為2021年（令和3年）10月1日時點數據，宅地面積為2021年（令和3年）3月31日時點綜合數據。總面積數據來源於國土地理院的都道府縣面積調查數據，可居住地面積數據來源於日本統計局的《社會生活統計指標－都道府縣指標》，宅地面積數據來源於國土交通省的土地所有與利用概況調查數據，面积绝对数值单位均为平方千米，各都道府縣提供中日雙語名稱，日語名稱以振假名標註讀音。

## 列表

### 各都道府縣面積
| 排名 | 都道府縣 | 都道府縣 | 總面積 （佔全國面積） | 可居住地面積 （佔總面積） | 宅地面積 （佔總面積） | 地圖     |
| 排名 | 中文名   | 日文名   | 總面積 （佔全國面積） | 可居住地面積 （佔總面積） | 宅地面積 （佔總面積） | 地圖     |
| ---- | -------- | -------- | --------------------- | ------------------------- | --------------------- | -------- |
| 1    | 北海道   |          | 83,424.41 （22.07%）  | 22,699.20 （27.21%）      | 2,542.74 （3.05%）    | 北海道   |
| 2    | 岩手縣   |          | 15,275.01 （4.04%）   | 3,751.37 （24.56%）       | 544.88 （3.57%）      | 岩手縣   |
| 3    | 福島縣   |          | 13,784.14 （3.65%）   | 4,230.73 （30.69%）       | 587.44 （4.26%）      | 福島縣   |
| 4    | 長野縣   |          | 13,561.56 （3.59%）   | 3,248.93 （23.96%）       | 566.70 （4.18%）      | 長野縣   |
| 5    | 新潟縣   |          | 12,583.95 （3.33%）   | 4,550.16 （36.16%）       | 582.71 （4.63%）      | 新潟縣   |
| 6    | 秋田縣   |          | 11,637.52 （3.08%）   | 3,233.29 （27.78%）       | 374.06 （3.21%）      | 秋田縣   |
| 7    | 岐阜縣   |          | 10,621.29 （2.81%）   | 2,210.63 （20.81%）       | 611.67 （5.76%）      | 岐阜縣   |
| 8    | 青森縣   |          | 9,645.62 （2.55%）    | 3,253.17 （33.73%）       | 457.79 （4.75%）      | 青森縣   |
| 9    | 山形縣   |          | 9,323.13 （2.47%）    | 2,873.27 （30.82%）       | 326.45 （3.5%）       | 山形縣   |
| 10   | 鹿兒島縣 |          | 9,186.42 （2.43%）    | 3,287.48 （35.79%）       | 496.08 （5.4%）       | 鹿兒島縣 |
| 11   | 廣島縣   |          | 8,479.22 （2.24%）    | 2,298.30 （27.11%）       | 454.36 （5.36%）      | 廣島縣   |
| 12   | 兵庫縣   |          | 8,400.94 （2.22%）    | 2,769.46 （32.97%）       | 739.93 （8.81%）      | 兵庫縣   |
| 13   | 靜岡縣   |          | 7,777.28 （2.06%）    | 2,774.67 （35.68%）       | 683.78 （8.79%）      | 靜岡縣   |
| 14   | 宮崎縣   |          | 7,735.00 （2.05%）    | 1,875.92 （24.25%）       | 325.89 （4.21%）      | 宮崎縣   |
| 15   | 熊本縣   |          | 7,409.39 （1.96%）    | 2,746.89 （37.07%）       | 433.19 （5.85%）      | 熊本縣   |
| 16   | 宮城縣   |          | 7,282.29 （1.93%）    | 3,185.91 （43.75%）       | 584.63 （8.03%）      | 宮城縣   |
| 17   | 岡山縣   |          | 7,114.33 （1.88%）    | 2,228.27 （31.32%）       | 466.59 （6.56%）      | 岡山縣   |
| 18   | 高知縣   |          | 7,103.60 （1.88%）    | 1,161.26 （16.32%）       | 138.31 （1.94%）      | 高知縣   |
| 19   | 島根縣   |          | 6,707.90 （1.77%）    | 1,270.98 （18.95%）       | 216.37 （3.23%）      | 島根縣   |
| 20   | 栃木縣   |          | 6,408.09 （1.7%）     | 3,005.06 （46.89%）       | 527.20 （8.23%）      | 栃木縣   |
| 21   | 群馬縣   |          | 6,362.28 （1.68%）    | 2,269.02 （35.66%）       | 503.79 （7.92%）      | 群馬縣   |
| 22   | 大分縣   |          | 6,340.70 （1.68%）    | 1,795.05 （28.31%）       | 335.51 （5.29%）      | 大分縣   |
| 23   | 山口縣   |          | 6,112.55 （1.62%）    | 1,715.17 （28.06%）       | 351.17 （5.75%）      | 山口縣   |
| 24   | 茨城縣   |          | 6,097.24 （1.61%）    | 3,888.61 （63.78%）       | 793.59 （13.02%）     | 茨城縣   |
| 25   | 三重縣   |          | 5,774.47 （1.53%）    | 2,064.13 （35.75%）       | 410.71 （7.11%）      | 三重縣   |
| 26   | 愛媛縣   |          | 5,676.12 （1.5%）     | 1,665.94 （29.35%）       | 283.37 （4.99%）      | 愛媛縣   |
| 27   | 愛知縣   |          | 5,173.15 （1.37%）    | 2,995.84 （57.91%）       | 995.73 （19.25%）     | 愛知縣   |
| 28   | 千葉縣   |          | 5,157.31 （1.36%）    | 3,533.60 （68.52%）       | 854.43 （16.57%）     | 千葉縣   |
| 29   | 福岡縣   |          | 4,986.86 （1.32%）    | 2,763.73 （55.42%）       | 792.89 （15.9%）      | 福岡縣   |
| 30   | 和歌山縣 |          | 4,724.68 （1.25%）    | 1,123.38 （23.78%）       | 193.81 （4.1%）       | 和歌山縣 |
| 31   | 京都府   |          | 4,612.20 （1.22%）    | 1,177.29 （25.53%）       | 280.66 （6.09%）      | 京都府   |
| 32   | 山梨縣   |          | 4,465.27 （1.18%）    | 953.10 （21.34%）         | 224.26 （5.02%）      | 山梨縣   |
| 33   | 富山縣   |          | 4,247.54 （1.12%）    | 1,842.23 （43.37%）       | 274.44 （6.46%）      | 富山縣   |
| 34   | 福井縣   |          | 4,190.52 （1.11%）    | 1,077.28 （25.71%）       | 190.54 （4.55%）      | 福井縣   |
| 35   | 石川縣   |          | 4,186.20 （1.11%）    | 1,394.63 （33.31%）       | 249.88 （5.97%）      | 石川縣   |
| 36   | 德島縣   |          | 4,146.99 （1.1%）     | 1,016.28 （24.51%）       | 162.21 （3.91%）      | 德島縣   |
| 37   | 長崎縣   |          | 4,130.98 （1.09%）    | 1,667.97 （40.38%）       | 315.36 （7.63%）      | 長崎縣   |
| 38   | 滋賀縣   |          | 4,017.38 （1.06%）    | 1,299.57 （32.35%）       | 309.10 （7.69%）      | 滋賀縣   |
| 39   | 埼玉縣   |          | 3,797.75 （1%）       | 2,603.09 （68.54%）       | 795.44 （20.95%）     | 埼玉縣   |
| 40   | 奈良縣   |          | 3,690.94 （0.98%）    | 853.89 （23.13%）         | 197.33 （5.35%）      | 奈良縣   |
| 41   | 鳥取縣   |          | 3,507.14 （0.93%）    | 904.34 （25.79%）         | 193.81 （5.53%）      | 鳥取縣   |
| 42   | 佐賀縣   |          | 2,440.67 （0.65%）    | 1,334.57 （54.68%）       | 200.72 （8.22%）      | 佐賀縣   |
| 43   | 神奈川县 |          | 2,416.11 （0.64%）    | 1,473.84 （61%）          | 686.98 （28.43%）     | 神奈川縣 |
| 44   | 沖繩縣   |          | 2,282.15 （0.6%）     | 1,126.13 （49.35%）       | 209.52 （9.18%）      | 沖繩縣   |
| 45   | 東京都   |          | 2,194.05 （0.58%）    | 1,422.80 （64.85%）       | 698.29 （31.83%）     | 東京都   |
| 46   | 大阪府   |          | 1,905.34 （0.5%）     | 1,334.07 （70.02%）       | 618.55 （32.46%）     | 大阪府   |
| 47   | 香川縣   |          | 1,876.92 （0.5%）     | 1,005.08 （53.55%）       | 222.75 （11.87%）     | 香川縣   |
| 合計 | 日本     |          | 377,974.63 （100%）   | 122,957.54 （32.53%）     | 22,963.34 （6.08%）   | 日本     |

### 各地理分區面積
| 排名 | 地區       | 總面積 （佔全國面積） | 地圖       |
| ---- | ---------- | --------------------- | ---------- |
| 1    | 北海道地方 | 83,424.41 （22.07%）  | 北海道地方 |
| 2    | 東北地方   | 66,947.71 （17.71%）  | 東北地方   |
| 3    | 中部地方   | 61,633.61 （16.31%）  | 中部地方   |
| 4    | 九州地方   | 44,512.17 （11.78%）  | 九州地方   |
| 5    | 關西地方   | 38,299.10 （10.13%）  | 關西地方   |
| 6    | 關東地方   | 32,432.83 （8.58%）   | 關東地方   |
| 7    | 中國地方   | 31,921.14 （8.45%）   | 中國地方   |
| 8    | 四國地方   | 18,803.63 （4.97%）   | 四國地方   |

## 外部鏈接
- . . 2023-09-28  [2023-10-11]. （原始内容存档于2021-01-01） （日语）.
- . . 2023-02-21  [2023-10-11]. （原始内容存档于2023-11-10） （日语）.
- . . 2023-10-11  [2023-10-11]. （原始内容存档于2023-11-11） （日语）.